# Grenseløs kommunikasjon
Grenseløs kommunikasjon, också känt som Telenors kulturpris, är ett internationellt kulturpris som delas ut årligen av Telenor.

## Pristagare
- 2017 – Grete Pedersen
- 2016 – Deeyah Khan
- 2015 – Jo Strømgren
- 2014 – Stian Carstensen
- 2013 – Hisham Zaman
- 2012 – Timbuktu
- 2011 – Kringkastingsorkestret
- 2010 – Olafur Eliasson
- 2009 – Liv Ullmann
- 2008 – Jonas Bendiksen
- 2007 – Marilyn Mazur
- 2006 – Det Internasjonale Barnekunstmuseet
- 2005 – Anne Marit Jacobsen
- 2004 – Ingrid Lorentzen
- 2003 – Verdensteateret

Mellan 2002 och 2003 ändrades dateringen så att priset dateras till samma år det delas ut. Därför finns inget pris daterat 2002.
- 2001 – Ingvar Ambjørnsen
- 2000 – Juni Dahr
- 1999 – Torun Lian
- 1998 – Kari Bremnes
- 1997 – Kjersti Alveberg
- 1996 – Wenche Øyen
- 1995 – Svein Tindberg